# Longreach
Longreach (2 976 habitants) est une ville située dans le Queensland occidental central, en Australie et est à environ 700 kilomètres de la côte, à l'ouest de Rockhampton. La ville se situe sur la Rivière Thomson, et sa création officielle fut publiée au journal officiel en 1887. En 1892, le réseau ferroviaire atteint la ville et la population commença à se développer.
La ville se situe sur le Tropique du Capricorne. Les principales industries de la région sont l'élevage de bétail et de moutons et, plus récemment, le tourisme. La ville abrite le Longreach Pastoral College (Université Pastorale de Longreach), qui prépare les étudiants au travail dans les industries agricoles, ainsi que la Longreach School of Distance Education (École d'Éducation à Distance de Longreach), qui fournit par la radio des leçons aux étudiants distants.
Longreach fut un des centres fondateurs de la compagnie aérienne domestique et internationale australienne Qantas. Une de ses hangars d'origine reste en usage à l'aéroport de Longreach. La ville abrite le Qantas Founders Outback Museum (Musée Continental des Fondateurs de Qantas), qui inclut parmi ses pièces exposées un Boeing 747 désaffecté, VH-EBQ, « The City of Bunbury ».
Longreach abrite également le Australian Stockmans Hall of Fame, qui fut officiellement ouvert en 1988 par la reine Élisabeth II. Le but de ce centre est de présenter l'histoire et la culture de la vie rurale australienne. Il a vu passer près d'un million de visiteurs depuis son ouverture.
Un certain nombre de villes du Queensland ont leurs rues nommées selon un thème. Dans le cas de Longreach, les rues sont nommées d'après des oiseaux, la rue principale s'appelant Eagle Street (Rue de l'Aigle).

## Climat
Longreach a un climat semi-aride subtropical (Köppen: BSh) avec des étés très chauds et des hivers vraiment doux, avec des nuits plus fraîches. La pluviométrie est vraiment faible: 430,5 mm par an, principalement en été. La ville est ensoleillée: avec 163.7 jours clairs et 51.6 jours nuageux annuellement. La température la plus élevée enregistrée est de 47,9 ºC le 26 janvier 1947, tandis que la température la plus basse est de −3,3 ºC le 27 juin 1908 et le 6 juillet 1908.
| Mois                                            | jan. | fév. | mars | avril | mai  | juin | jui. | août | sep. | oct. | nov. | déc. | année |
| ----------------------------------------------- | ---- | ---- | ---- | ----- | ---- | ---- | ---- | ---- | ---- | ---- | ---- | ---- | ----- |
| Température minimale moyenne (°C)               | 23,4 | 22,6 | 20,6 | 16,6  | 12,1 | 8,4  | 7,3  | 8,6  | 12,8 | 17,1 | 20,2 | 22,3 | 16    |
| Température maximale moyenne (°C)               | 37,2 | 36   | 34,8 | 31,6  | 27,1 | 23,9 | 23,7 | 26,2 | 30,4 | 34,1 | 36,3 | 37,6 | 31,6  |
| Record de froid (°C)                            | 13,4 | 12,8 | 3,9  | 2,9   | 0,5  | −3,3 | −3,3 | −1,7 | −0,6 | 2,2  | 5    | 6,6  | −3,3  |
| Record de chaleur (°C)                          | 47,9 | 45,6 | 45   | 39,6  | 36,5 | 34,4 | 34   | 37,5 | 41,5 | 43,9 | 45,8 | 46,6 | 47,9  |
| Précipitations (mm)                             | 76,8 | 75,1 | 57   | 34    | 23,2 | 17,9 | 18,6 | 10,9 | 11,8 | 22,6 | 29,9 | 52,7 | 430,5 |
| dont nombre de jours avec précipitations ≥ 1 mm | 5,2  | 4,9  | 3,3  | 2     | 1,6  | 1,5  | 1,6  | 1,2  | 1,5  | 2,5  | 3    | 4,3  | 32,6  |
| Humidité relative (%)                           | 32   | 35   | 30   | 29    | 31   | 32   | 28   | 23   | 20   | 19   | 20   | 24   | 27    |

## Personnalités liées à Longreach
- Edgar Towner (1890-1972), militaire mort à Longreach